# 郑州东郊机场
郑州东郊机场，又称郑州燕庄机场，为位于中国河南省郑州市的一座已拆除的军民合用机场，位于郑州市区东北的黑庄与祭城之间，距市区中心约6公里，在1956年至1997年间曾为郑州市的主要民用机场。

## 历史
东郊机场始建于1942年，最初有一条南北方向约300米长的土质跑道。抗日战争结束后，国民政府于1945年及1947年对机场进行了改扩建，使机场总面积达到260多公顷，有一条长1000多米的三合土结构跑道。1950年，中国人民解放军进驻机场，并进一步扩建，形成长1960米、宽60米、厚0.18米的混凝土跑道，于1951年正式投用。
1956年6月2日，开封航空站迁至郑州，并更名为郑州航空站，东郊机场改为军民合用机场，并于同年8月1日正式开航营运，当年旅客吞吐量仅12人，货邮发运量793千克。1957年，在跑道以南400米处兴建面积仅555平方米的候机楼，并于1960年在候机楼西侧扩建三层新候机楼，面积达到2084平方米。后经多次扩建，至1994年，候机楼总面积达到1.2万平方米。
1970年，跑道向东延伸200米，并修建1条平行滑行道及5条联络道，可满足三叉戟型客机的起降需要。1991年，机场飞行区域被确定为4C级。1994年，河南省人民政府投资220万，将跑道进一步延伸至2,400米长。

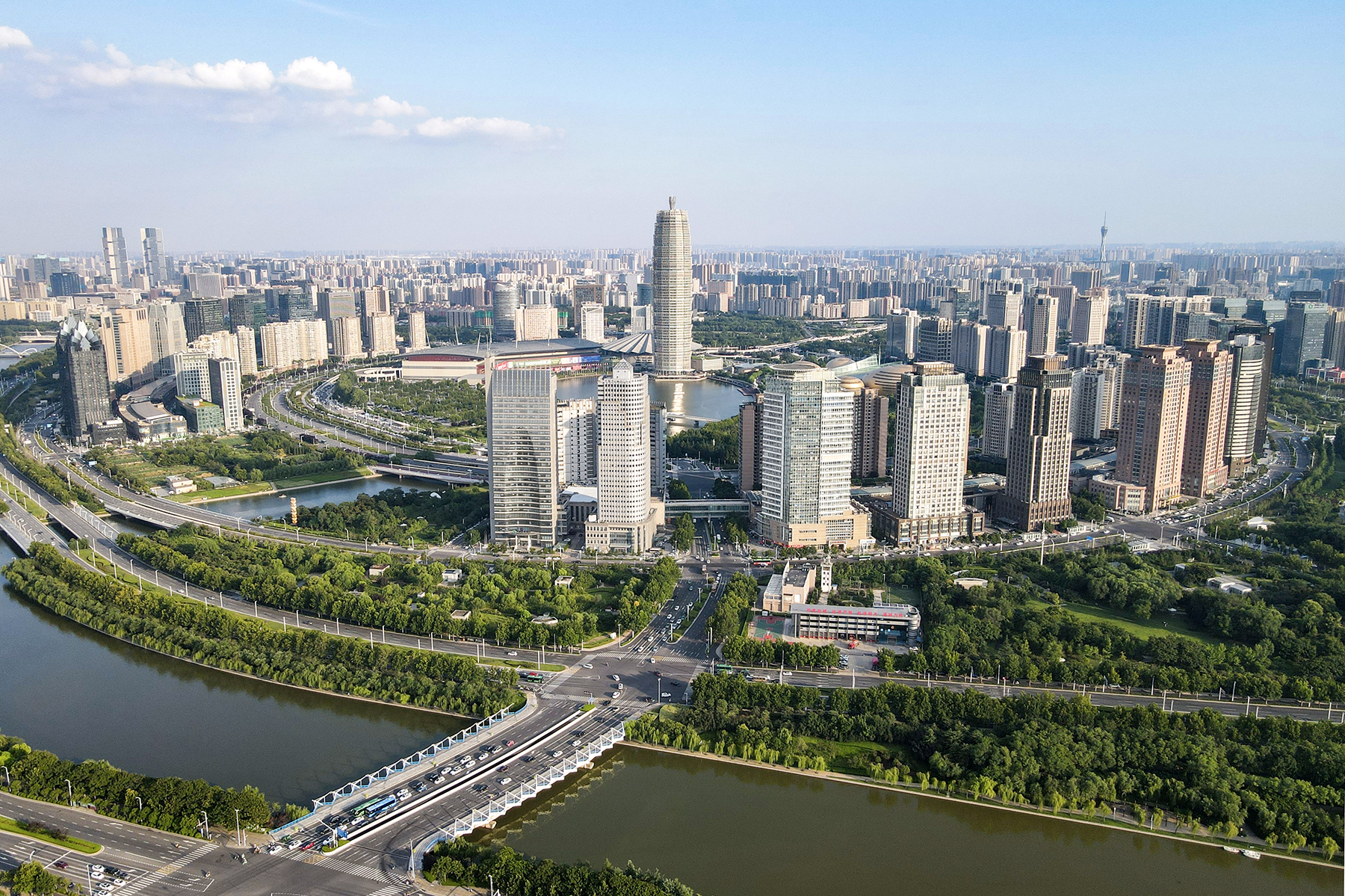
原东郊机场所在地，现已建设为郑东新区中央商务区

20世纪80年代以后，随着郑州市城市规模的扩大与飞机起降架次的增加，东郊机场的发展与郑州城市建设逐渐出现矛盾。机场距离市中心较近，导致严重的噪音问题，同时也令郑州市北部难以修建高层建筑。另一方面，城市的发展也使得机场的净空条件越来越差，影响飞行安全。同时，机场的设施也难以满足旅客和起飞架次的增长，候机楼年吞吐能力仅为80万人次，至1990年已达到饱和，机场跑道长度也难以满足大型客机的起降需求。鉴于此，国务院于1992年批准在新郑市薛店镇兴建新的民用机场，并在郑州市东北方向择址兴建新的军用机场。1997年8月28日，东郊机场的民用航班全部迁往新建成的郑州新郑国际机场，原ICAO代码ZHCC，IATA代码CGO也都转移至新机场，东郊机场停止民航服务。2000年后，随着郑东新区的规划与建设，军用设施迁至郑州马头岗机场，东郊机场则全部被拆除，原跑道及停机坪的位置现已经成为郑东新区CBD的核心地区。

## 停用前设施
东郊机场设一条长2,400米、宽45米的跑道，以及一条与跑道平行的滑行道和5条联络道，可满足波音757及以下机型的起降。
候机楼位于跑道南侧，至1994年，总面积约1.2万平方米，包括5,180平方米的国际联检候机楼。此外，机场还设有贵宾室、餐厅、办公楼、旅客招待所等建筑，以及航管楼、二次雷达、气象雷达、传真线路、油库等设施，总建筑面积近2万平方米。